# 柏木平駅
柏木平駅（かしわぎだいらえき）は、岩手県遠野市宮守町下鱒沢にある、東日本旅客鉄道（JR東日本）釜石線の駅。

## 歴史
花巻と釜石を鉄道連絡することを目指して建設された岩手軽便鉄道により1915年（大正4年）7月30日に柏木平 - 鱒沢間延伸と共に開業した。当初は762平方メートル特殊狭軌の軽便鉄道であった。路線中間部分の工事が遅れたため、西線と東線で分断された状態で部分開業し、当駅は開通当初東線の西側の終点駅であった。同年11月23日に当駅から西側の岩根橋まで延伸し、これにより岩手軽便鉄道が全通した。1936年（昭和11年）8月1日に国有化されて国鉄の駅となり、その後は国鉄標準の1,067平方メートル軌間への改軌工事が進められた。1943年（昭和18年）9月20日に花巻 - 柏木平間の1,067平方メートル軌間での運行が開始された。この時点でこの先遠野まで改軌の土木工事が完成していたものの、第二次世界大戦の戦局悪化に伴い労働力や資材が不足して改軌工事は中止となり、当駅で乗換が行われることになった。1948年（昭和23年）9月にアイオン台風によって山田線が大きな被害を受けると、三陸海岸方面への鉄道連絡を早期に回復させるために釜石線の工事が再開されることになり、12月に再着工して1949年（昭和24年）12月10日に遠野までの1,067平方メートルへの改軌工事が完成して、当駅での乗換が解消された。

### 年表
- 1915年（大正4年）
  - 7月30日：岩手軽便鉄道の駅として開業、東線の西側終点駅[2]。
  - 11月23日：岩手軽便鉄道の全通により中間駅となる[2]。
- 1936年（大正15年）8月1日：岩手軽便鉄道の国有化により国鉄釜石線の駅となる[2]。
- 1943年（昭和18年）9月20日：花巻 - 柏木平間の1,067平方メートル軌間への改軌工事が完成し、当駅が以東の軽便鉄道への乗換駅となる[2]。
- 1944年（昭和19年）10月11日：国鉄釜石東線の開業に伴い、所属の路線名が釜石西線に変更となる[3]。
- 1949年（昭和24年）12月10日：柏木平 - 遠野間の1,067平方メートル軌間への改軌工事が完成し、当駅での乗換が解消される[3]。
- 1950年（昭和25年）10月10日：国鉄釜石線の全通により、再び釜石線の駅となる[3]。
- 1961年（昭和36年）10月1日：貨物の取り扱いを廃止[4]。
- 1962年（昭和37年）4月1日：荷物の扱いを廃止[5]。旅客のみを取り扱う駅員無配置駅となる[6]。
- 1987年（昭和62年）4月1日：国鉄分割民営化によりJR東日本の駅となる[3]。
- 2018年（平成30年）6月1日：遠野駅の業務委託化に伴い、北上駅長管理下となる。
- 2024年（令和6年）10月1日：えきねっとQチケのサービスを開始[1][7]。

## 駅構造
単式ホーム1面1線の地上駅で、北上駅管理の無人駅である。かつて列車交換可能であったころの遺構が残っており、現ホームの向かい側にはかつてのホーム跡が、付近には給水塔跡が残っている。

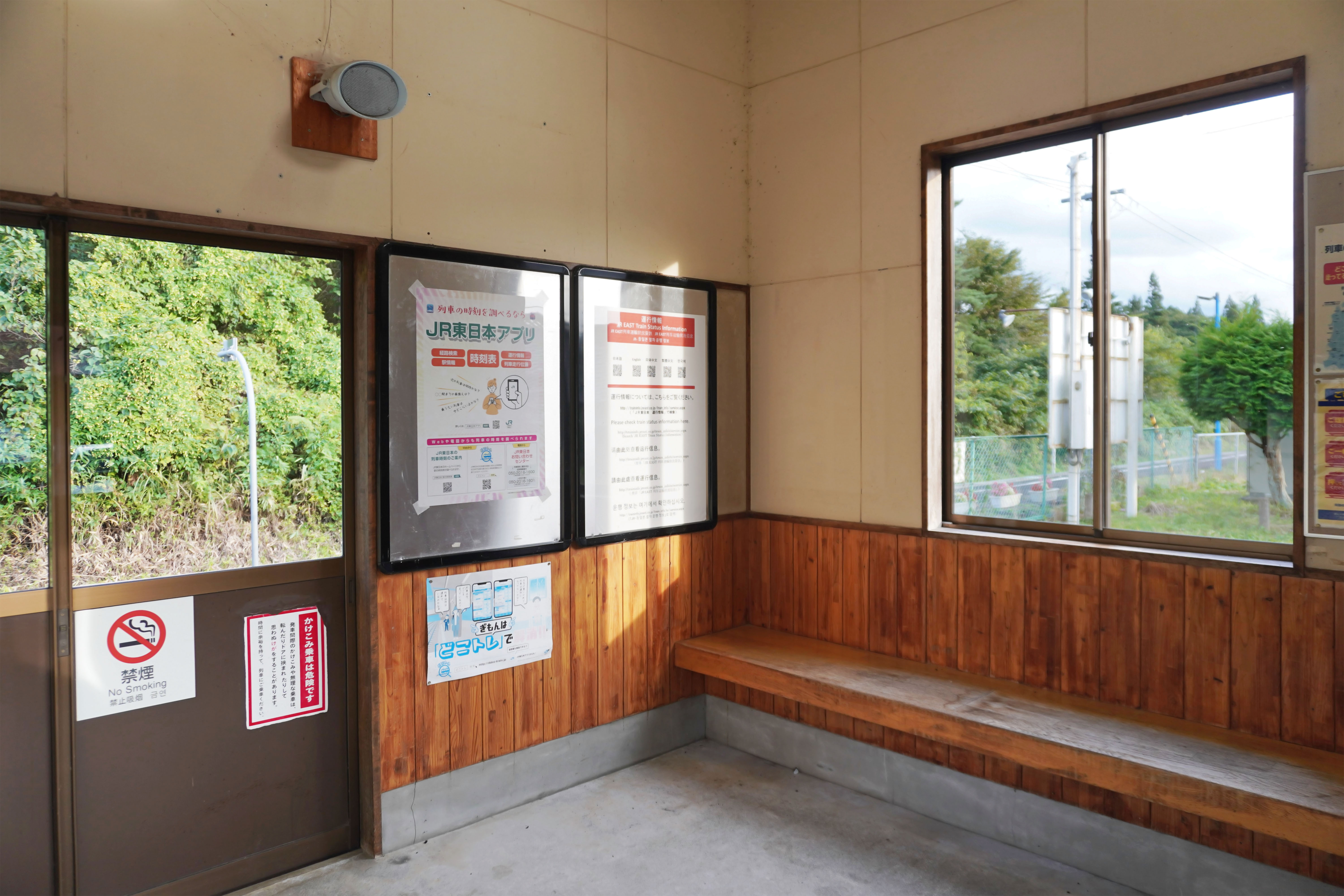
駅舎内（2023年10月）
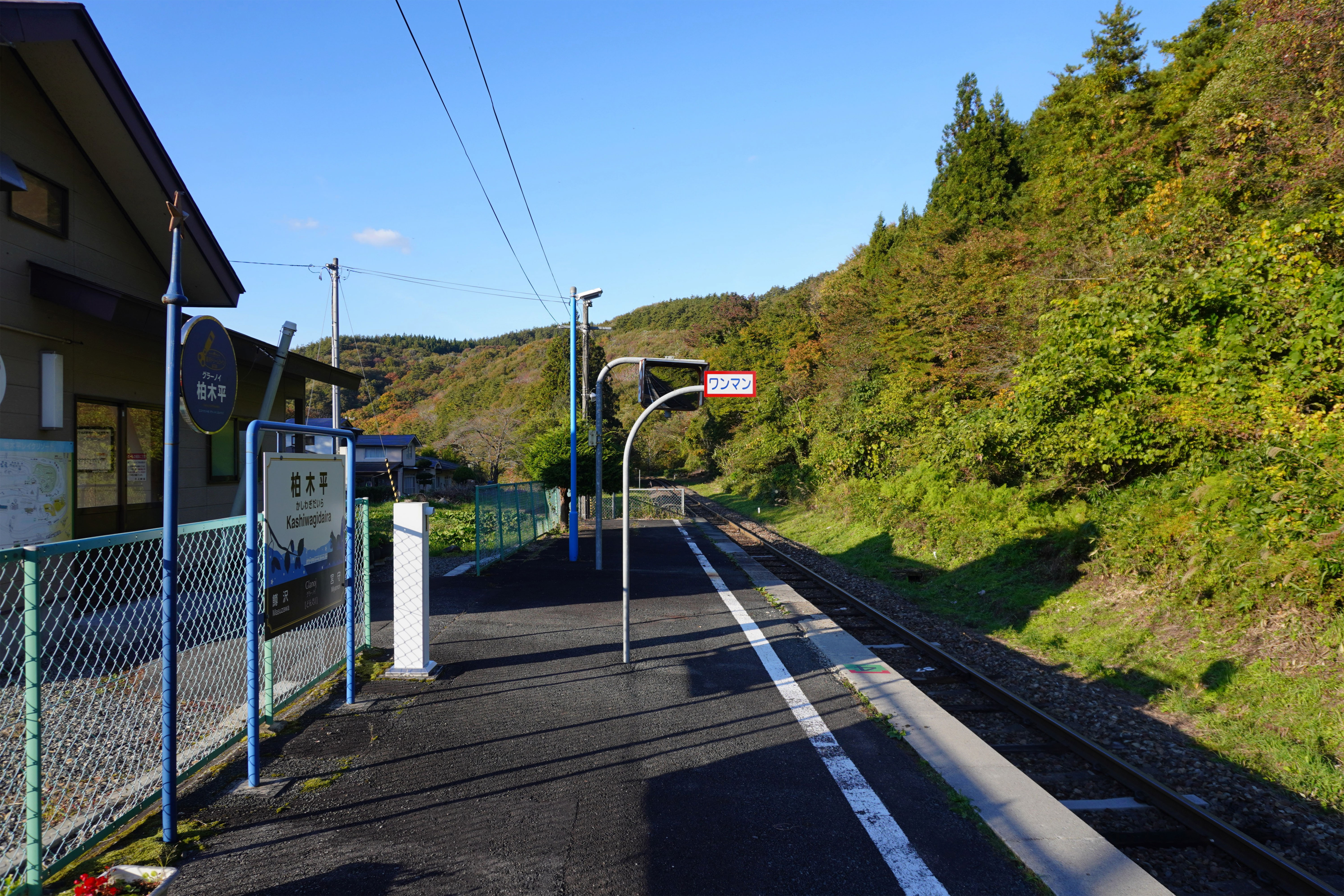
ホーム（2023年10月）

## 駅周辺
- 国道107号
- 国道283号
- 柏木平レイクリゾート

## その他
- エスペラントによる、「Glanoj（グラーノイ：どんぐり）」という愛称がついている。

## 隣の駅
東日本旅客鉄道（JR東日本）
■釜石線
□快速「はまゆり」
通過
■普通
宮守駅 - 柏木平駅 - 鱒沢駅